# Пам'ятки історії Олександрівського району Донецької області
У Олександрівському районі Донецької області на обліку перебуває 51 пам'ятка історії.
| № пп | Охорон. номер | Найменування пам'ятки                                                                                        | Місцезнаходження пам'ятки                                    | Рік встановлення     | Автор                   | Рішення             |
| ---- | ------------- | --- | ------------------------------------------------------------ | -------------------- | ----------------------- | ------------------- |
| 1.   | 676           | Братська могила партизанів громадянської війни та радянських воїнів Південного і Південно-Західного фронтів. | Олександрівська сел/р, смт Олександрівка, вул. Радянська, 2. | 1967 р. рек. 1979 р. | -                       | 17.12.1969 р. № 724 |
| 2.   | 2965          | Братська могила радянських воїнів.                                                                           | Олександрівська сел/р, смт Олександрівка, цвинтар.           | 1991 р.              | -                       | 12.06.1991 р. № 210 |
| 3.   | 2966          | Братська могила радянських воїнів.                                                                           | Олександрівська сел/р, смт Олександрівка, цвинтар.           | 1993 р.              | -                       | 12.06.1991 р. № 210 |
| 4.   | 2967          | Братська могила радянських воїнів.                                                                           | Олександрівська сел/р, смт Олександрівка, цвинтар.           | 1992 р.              | -                       | 12.06.1991 р. № 210 |
| 5.   | 2968          | Братська могила радянських воїнів.                                                                           | Олександрівська сел/р, смт Олександрівка, цвинтар.           | 1992 р.              | -                       | 12.06.1991 р. № 210 |
| 6.   | 677           | Братська могила радянських воїнів Південно-Західного фронту.                                                 | Олександрівська сел/р, с. Варварівка.                        | 1959 р.              | -                       | 17.12.1969 р. № 724 |
| 7.   | 681           | Братська могила радянських воїнів Південно-Західного фронту.                                                 | Олександрівська сел/р, с. Дмитро-Дар'ївка.                   | 1959 р.              | -                       | 17.12.1969 р. № 724 |
| 8.   | 678           | Братська могила радянських воїнів Південного і Південно-Західного фронтів.                                   | Олександрівська сел/р, с. Надеждівка.                        | 1959 р.              | -                       | 17.12.1969 р. № 724 |
| 9.   | 680           | Братська могила радянських воїнів Південного фронту.                                                         | Олександрівська сел/р, с. Новополтавка.                      | 1959 р.              | -                       | 17.12.1969 р. № 724 |
| 10.  | 722           | Братська могила радянських воїнів Південного і Південно-Західного фронтів.                                   | Олександрівська сел/р, с. Новополтавка.                      | 1960 р.              | -                       | 17.12.1969 р. № 724 |
| 11.  | 682           | Братська могила радянських воїнів Південно-Західного фронту.                                                 | Олександрівська сел/р, с. Софіївка.                          | 1967 р.              | -                       | 17.12.1969 р. № 724 |
| 12.  | 684           | Братська могила радянських воїнів Південного фронту.                                                         | Беззаботівська с/р, с. Беззаботівка.                         | 1959 р. рек. 1990 р. | -                       | 17.12.1969 р. № 724 |
| 13.  | 683           | Братська могила радянських воїнів Південного фронту.                                                         | Беззаботівська с/р, с. Роздолля.                             | 1959 р.              | -                       | 17.12.1969 р. № 724 |
| 14.  | 685           | Братська могила радянських воїнів Південного фронту.                                                         | Високопільська с/р, с. Високопілля.                          | 1960 р.              | -                       | 17.12.1969 р. № 724 |
| 15.  | 690           | Братська могила радянських воїнів Південного фронту.                                                         | Високопільська с/р, с. Запаро-Мар'ївка.                      | 1969 р.              | -                       | 17.12.1969 р. № 724 |
| 16.  | 687           | Братська могила радянських воїнів Південного фронту.                                                         | Високопільська с/р, с. Некременне.                           | 1955 р.              | -                       | 17.12.1969 р. № 724 |
| 17.  | 688           | Братська могила радянських воїнів Південного фронту.                                                         | Високопільська с/р, с. Некременне.                           | 1955 р.              | -                       | 17.12.1969 р. № 724 |
| 18.  | 693           | Братська могила радянських воїнів Південного фронту.                                                         | Іверська с/р, с. Іверське.                                   | 1958 р.              | -                       | 17.12.1969 р. № 724 |
| 19.  | 694           | Братська могила радянських воїнів Південно-Західного фронту.                                                 | Іверська с/р, с. Іверське.                                   | 1959 р.              | -                       | 17.12.1969 р. № 724 |
| 20.  | 695           | Братська могила радянських воїнів Південно-Західного фронту.                                                 | Іверська с/р, с. Новосамарське.                              | 1959 р.              | -                       | 17.12.1969 р. № 724 |
| 21.  | 706           | Братська могила радянських воїнів Південного фронту.                                                         | Микільська с/р, с. Микільське.                               | 1959 р.              | -                       | 17.12.1969 р. № 724 |
| 22.  | 708           | Братська могила радянських воїнів Південного і Південно-Західного фронтів.                                   | Микільська с/р, с. Микільське.                               | 1959 р.              | -                       | 17.12.1969 р. № 724 |
| 23.  | 703           | Братська могила радянських воїнів Південного фронту.                                                         | Новоолександрівська с/р, с. Карпівка                         | 1962 р.              | -                       | 17.12.1969 р. № 724 |
| 24.  | 705           | Братська могила радянських воїнів Південного фронту.                                                         | Микільська с/р, с. Зелений Брід.                             | 1962 р.              | -                       | 17.12.1969 р. № 724 |
| 25.  | 711           | Братська могила радянських воїнів Південного і Південно-Західного фронтів.                                   | Микільська с/р, с. Знаменівка.                               | 1962 р.              | -                       | 17.12.1969 р. № 724 |
| 26.  | 710           | Братська могила радянських воїнів Південного і Південно-Західного фронтів.                                   | Микільська с/р, с. Пасічне.                                  | 1962 р.              | -                       | 17.12.1969 р. № 724 |
| 27.  | 3118          | Могила Косова В. В., воїна-афганця, рядового.                                                                | Микільська с/р, с. Пасічне, цвинтар, півд.-сх. част.         | 1989 р.              | -                       | 14.07.1993 р. № 419 |
| 28.  | 707           | Братська могила радянських воїнів Південного і Південно-Західного фронтів.                                   | Микільська с/р, с. Петрівка Друга.                           | 1959 р.              | -                       | 17.12.1969 р. № 724 |
| 29.  | 697           | Братська могила радянських воїнів Південного і Південно-Західного фронтів та пам'ятник односельчанам.        | Мирнодолинська с/р, с. Мирна Долина.                         | 1975 р.              | -                       | 17.12.1969 р. № 724 |
| 30.  | 3119          | Могила Нитніка В. В., воїна-афганця, рядового.                                                               | с/р, с. Новопетрівка, вул. Зарічна, цвинтар.                 | 1984 р.              | -                       | 14.07.1993 р. № 419 |
| 31.  | 2032          | Братська могила радянських воїнів.                                                                           | Спасько-Михайлівська с/р, с. Шевченко, цвинтар.              | 1965 р.              | -                       | 17.12.1969 р. № 724 |
| 32.  | 700           | Братська могила радянських воїнів Південного і Південно-Західного фронтів.                                   | Михайлівська с/р, с. Михайлівка.                             | 1959 р.              | -                       | 17.12.1969 р. № 724 |
| 33.  | 702           | Братська могила радянських воїнів Південного фронту.                                                         | Михайлівська с/р, с. Львівка.                                | 1959 р.              | -                       | 17.12.1969 р. № 724 |
| 34.  | 701           | Братська могила радянських воїнів Південного і Південно-Західного фронтів.                                   | Михайлівська с/р, с. Шаврове.                                | 1959 р.              | -                       | 17.12.1969 р. № 724 |
| 35.  | 704           | Братська могила радянських воїнів Південного і Південно-Західного фронтів.                                   | Новоолександрівська с/р, с. Новоолександрівка.               | 1958 р.              | -                       | 17.12.1969 р. № 724 |
| 36.  | 720           | Братська могила радянських воїнів Південного і Південно-Західного фронтів.                                   | Новоолександрівська с/р, с. Новий Кавказ.                    | 1959 р.              | -                       | 17.12.1969 р. № 724 |
| 37.  | 709           | Братська могила радянських воїнів Південного і Південно-Західного фронтів.                                   | Новоолександрівська с/р, с. Єлизаветівка.                    | 1967 р.              | -                       | 17.12.1969 р. № 724 |
| 38.  | 686           | Братська могила радянських воїнів Південного і Південно-Західного фронтів.                                   | Очеретинська с/р, с. Очеретине.                              | 1959 р.              | Скульптор: Гевеке П. П. | 17.12.1969 р. № 724 |
| 39.  | 689           | Братська могила радянських воїнів Південного фронту.                                                         | Очеретинська с/р, с. Голубівка.                              | 1959 р.              | -                       | 17.12.1969 р. № 724 |
| 40.  | 692           | Братська могила радянських воїнів Південного фронту.                                                         | Очеретинська с/р, с. Громова Балка.                          | 1959 р.              | -                       | 17.12.1969 р. № 724 |
| 41.  | 691           | Братська могила радянських воїнів Південного фронту та пам'ятник односельчанам.                              | Золодопрудська с/р, с. Золоті Пруди.                         | 1975 р.              | Скульптор: Луцковський  | 17.12.1969 р. № 724 |
| 42.  | 3117          | Могила Лісняка М. В., воїна-афганця, рядового.                                                               | Золотопрудська с/р, с. Золоті Пруди, цвинтар.                | 1989 р.              | -                       | 14.07.1993 р. № 419 |
| 43.  | 714           | Братська могила радянських воїнів Південного і Південно-Західного фронтів.                                   | Самарська с/р, с-ще Самарське.                               | 1960 р.              | -                       | 17.12.1969 р. № 724 |
| 44.  | 712           | Братська могила радянських воїнів Південного і Південно-Західного фронтів.                                   | Криничанська с/р, с. Криниці.                                | 1979 р.              | Автор: Коваленко        | 17.12.1969 р. № 724 |
| 45.  | 713           | Братська могила радянських воїнів Південного і Південно-Західного фронтів.                                   | Самарська с/р, с-ще Новоявленка.                             | 1960 р.              | -                       | 17.12.1969 р. № 724 |
| 46.  | 699           | Братська могила радянських воїнів Південного і Південно-Східного фронтів та пам'ятник односельчанам.         | Спасько-Михайлівська с/р, с. Спасько-Михайлівка.             | 1975 р.              | Скульптор: Войтенко     | 17.12.1969 р. № 724 |
| 47.  | 718           | Братська могила радянських воїнів.                                                                           | Староварварівська с/р, с. Староварварівка, біля клубу.       | 1962 р. рек. 1984 р. | -                       | 17.12.1969 р. № 724 |
| 48.  | 719           | Братська могила радянських воїнів Південного і Південно-Західного фронтів.                                   | Староварварівська с/р, с. Яковлівка.                         | 1960 р.              | -                       | 17.12.1969 р. № 724 |
| 49.  | 675           | Братська могила партизанів громадянської війни.                                                              | Степанівська с/р, с. Степанівка.                             | 1923 р.              | -                       | 17.12.1969 р. № 724 |
| 50.  | 723           | Братська могила радянських воїнів Південно-Західного фронту.                                                 | Степанівська с/р, с. Степанівка.                             | 1960 р.              | -                       | 17.12.1969 р. № 724 |
| 51.  | 721           | Братська могила радянських воїнів Південно-Західного фронту.                                                 | Степанівська с/р, с. Степанівка                              | 1960 р.              | -                       | 17.12.1969 р. № 724 |
|      |               | |                                                              |                      |                         |                     |